# یونیتی تکنولوژیس
شرکت یونیتی سافت‌ور (انجام کسب و کار به عنوان یونیتی تکنولوژیس) یک شرکت توسعه نرم‌افزار بازی‌های ویدئویی مستقر در سانفرانسیسکو است. این شرکت در سال ۲۰۰۴ در دانمارک با نام اُوِور دِ اِج اِنتِرتِیمنت (به انگلیسی: Over the edge entertainment) (OTEE) تأسیس شد و نام خود را در سال ۲۰۰۷ تغییر داد. یونیتی تکنولوژیس بیشتر به خاطر توسعهٔ یونیتی، یک موتور بازی دارای مجوز که برای ایجاد بازی‌های ویدیویی و سایر برنامه‌ها استفاده می‌شود، شناخته شده است. از سال ۲۰۲۰، یونیتی تکنولوژیس با وجود گزارش زیان‌های مالی برای هر سال از زمان تأسیس خود در سال ۲۰۰۴، رشد قابل توجهی را تجربه کرده است.